# Moneta mirabilis
Moneta mirabilis là một loài nhện trong họ Theridiidae.
Loài này thuộc chi Moneta. Moneta mirabilis được Friedrich Wilhelm Bösenberg & Embrik Strand miêu tả năm 1906.